# Pintor de Frino
Pintor de Frino es el nombre convenido dado por John Beazley a un antiguo pintor de vasos griego que pintó cerámica ática de figuras negras. Estuvo activo en Atenas durante la época arcaica, alrededor del 560-540 a. C. Se desconoce su verdadero nombre.  Ejecutó la decoración pictórica de la copa de labios con forma y firma del alfarero Frino, encontrada en Vulci y conservada en el Museo Británico. Esta copa está considerada como uno de los más bellos kílices de la serie de los Pequeños maestros, el grupo de ceramistas al que pertenecía el Pintor de Frino. También se sabe que pintó algunas ánforas. Sus pinturas son vívidas y detalladas. A menudo utiliza el rojo como color adicional. Se desconoce el verdadero nombre del pintor, aunque se ha sugerido que el pintor y el alfarero fuesen la misma persona.

## Obras atribuidas

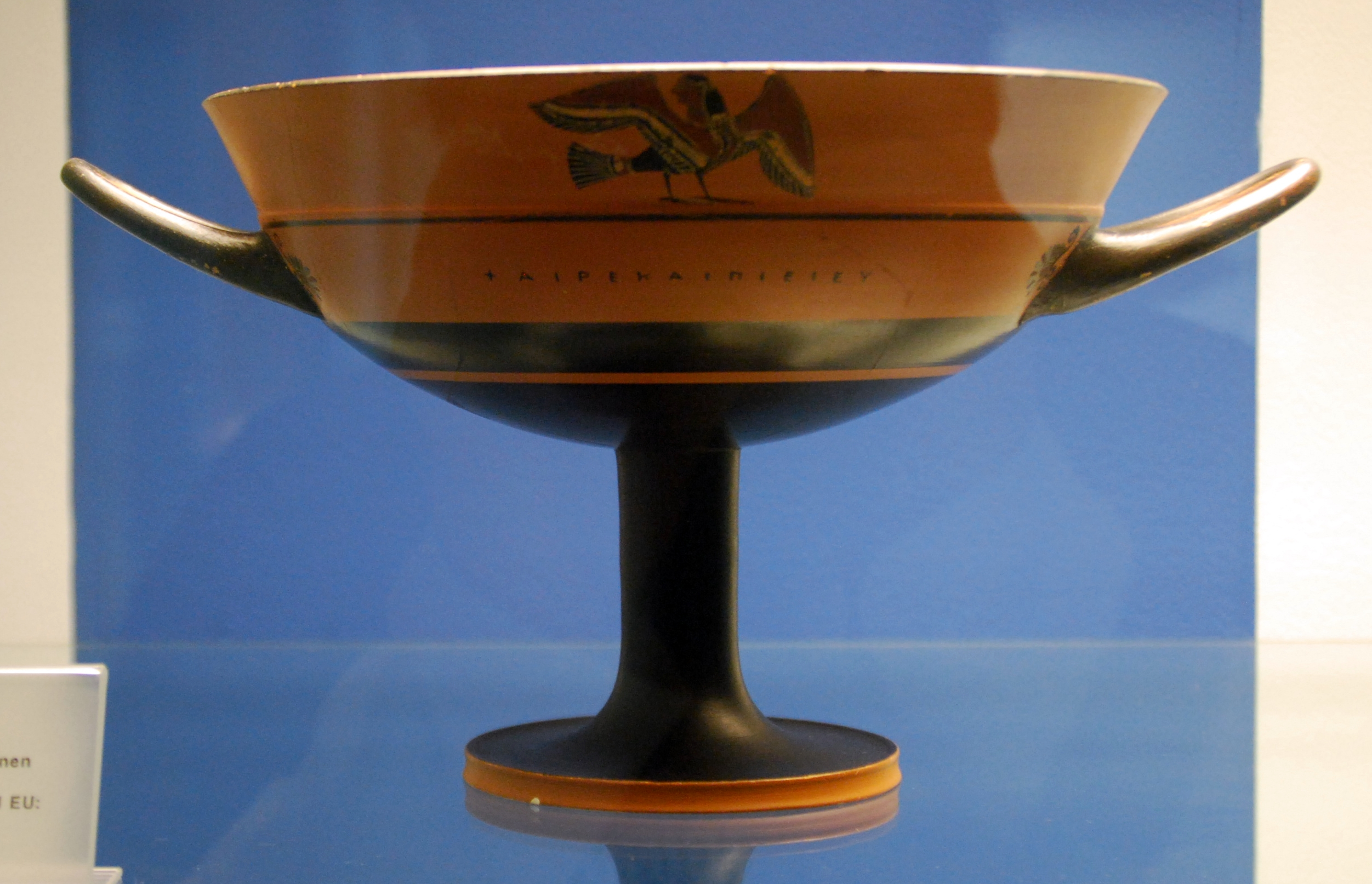
Copa ática de figuras negras. Pintor de Frino, circa de 560/550 a. C. Museo August Kestner de Hannover.

Se le han atribuido algunos kílices y dos ánforas por razones de estilo.
El kílix del Museo Británico está desprovisto del pie original; en la parte exterior, además de las palmetas cerca de las asas, hay las pequeñas inscripciones que se encuentran frecuentemente en este tipo de copa: por un lado la firma del alfarero y por el otro un saludo al bebedor. Sobre una delgada línea negra que marca la intersección entre el vaso y el labio, los temas representados son el nacimiento de Atenea a partir de la cabeza de Zeus (tema presente por primera vez en Ática en la píxide del Pintor C en el Louvre) y la presentación de Heracles en el Olimpo por parte de Atenea. En el labio del kílix las escenas se reducen al mínimo, con el menor número de figuras posible, pero no pierden su fuerza narrativa y el sentido del movimiento. Cada detalle es preciso y vivo y es para lograr este efecto dentro de un espacio tan estrecho que las figuras se dibujan de una manera ligeramente desproporcionada.
Entre otras obras atribuidas al pintor de Frino hay una copa de labios en el Vaticano. La parte exterior está decorada exclusivamente con inscripciones en la banda entre las asas, mientras que el punto de apoyo de la decoración se concentra en el círculo interior que soporta el grupo con la recuperación del cuerpo de Aquiles por Áyax.
|                                                                                                 |
| Ánfora panzuda pintada por el Pintor de Frino, que representa un tema homoerótico, c. 550 a. C. |

|                                                        |
| Copa de labios, firma del alfarero Frino, c. 550 a. C. |

| |
| Copa de labios ática de figuras negras cerca del Pintor de Frino; (Cara A: Heracles dispara al centauro (¿Neso?)), Cara B: Sirena e inscripción XAIRE KAI PIEI EU (Sé saludado y bebe); alrededor de 560/550 a C.; Museo August Kestner de Hannover; n.º inv. 1972.1 |